# Michael Olunga
Michael Olunga (* 26. března 1994 Nairobi) je keňský fotbalista.

## Klubová kariéra
S kariérou začal v Tusker FC v roce 2013. Během své kariéry hrával za Djurgårdens IF Fotboll, Girona FC a Kashiwa Reysol.

## Reprezentační kariéra
Olunga odehrál za keňský národní tým v letech 2015–2021 celkem 41 reprezentačních utkání.

## Statistiky
| Keňa   | Keňa | Keňa |
| Roky   | Záp. | Góly |
| ------ | ---- | ---- |
| 2015   | 13   | 6    |
| 2016   | 8    | 1    |
| 2017   | 5    | 5    |
| 2018   | 5    | 2    |
| 2019   | 9    | 4    |
| 2020   | 0    | 0    |
| 2021   | 1    | 0    |
| Celkem | 41   | 18   |